# إننك إنتي
إننك و تسمى كذلك إنتي ، هي ملكة مصرية قديمة غير حاكمة أو زوجة ملك ، و قد كانت زوجة الملك بيبي الأول من الأسرة السادسة.

## ألقابها
حملت الملكة إننك الألقاب التالية:
- الأميرة الوراثية.
- المتقدمة على الصفوة.
- زوجة الملك.
- زوجة الملك و حبيبته.
- ابنة مرحو.
- ابنة الإله جب.[4]

## مدفنها
دفنت الملكة إننك إنتي في هرم في سقارة. و هرمها جزء من مجمع هرم زوجها بيبي الأول. و يقع مجمع هرمها الصغير غرب هرم الملكة نوب وننت ، و قد تكون الملكة إننك إنتي أكثر أهمية بقليل من الملكة نوب وننت حيث أن هرمها و معبدها الجنائزي أكبر بقليل من هرم و معبد الملكة نوب وننت الجنائزي. ويحاط مجمع إننك إنتي بجدار و تم بناء معبدها الجنائزي بحيث يحيط المبنى بزاوية في هذا الجدار المحيط ، وشمل المعبد الجنائزي قاعة حجرية صغيرة و فناءاً مفتوحاً يضم العديد من موائد القرابين.